# خانه اخوان حقیقی
خانه اخوان حقیقی مربوط به دوره صفوی است و در اصفهان، چهارراه تختی، چهارباغ پائین، کوچه پردیس واقع شده و این اثر در تاریخ ۲۹ شهریور ۱۳۵۳ با شمارهٔ ثبت ۹۹۲ به‌عنوان یکی از آثار ملی ایران به ثبت رسیده‌است.